# Aușel cu creștet roșu
Aușelul cu creștet roșu (Corthylio calendula) este o pasăre paseriformă foarte mică din familia regulidelor, care se întâlnește în America de Nord.

## Taxonomie

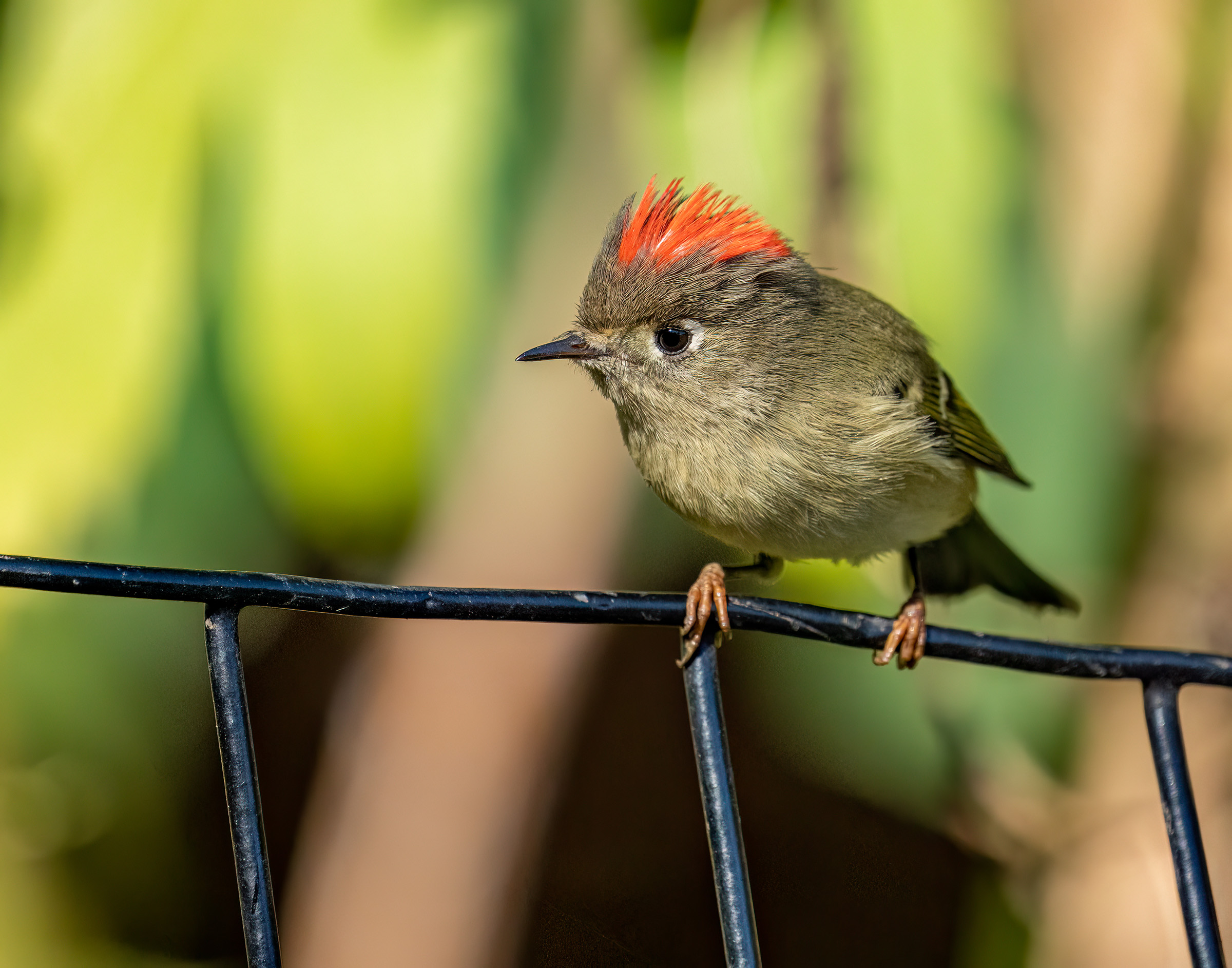
Corthylio calendula

Aușelul cu creștet roșu a fost descris oficial în 1766 de naturalistul suedez Carl Linnaeus în cea de-a douăsprezecea ediție a lucrării sale Systema Naturae, sub numele binomial Motacilla calendula. Linnaeus și-a bazat descrierea pe „pănțăruș cu coroană rubinie”, descris și ilustrat în 1758 de naturalistul englez George Edwards în lucrarea sa Gleanings of Natural History. Edwards primise specimene uscate trimise de naturalistul american William Bartram din Pennsylvania. Zoologul francez Mathurin Jacques Brisson, în 1760, publicase, de asemenea, o descriere bazată pe Edwards și a inventat numele latin Calendula Pensilvanica. Deși Brisson a inventat nume latine, acestea nu sunt conforme cu sistemul binomial și nu sunt recunoscute de Comisia internațională pentru nomenclatură zoologică. Linnaeus a specificat localitatea Pennsylvania, dar în prezent aceasta este limitată la Philadelphia.

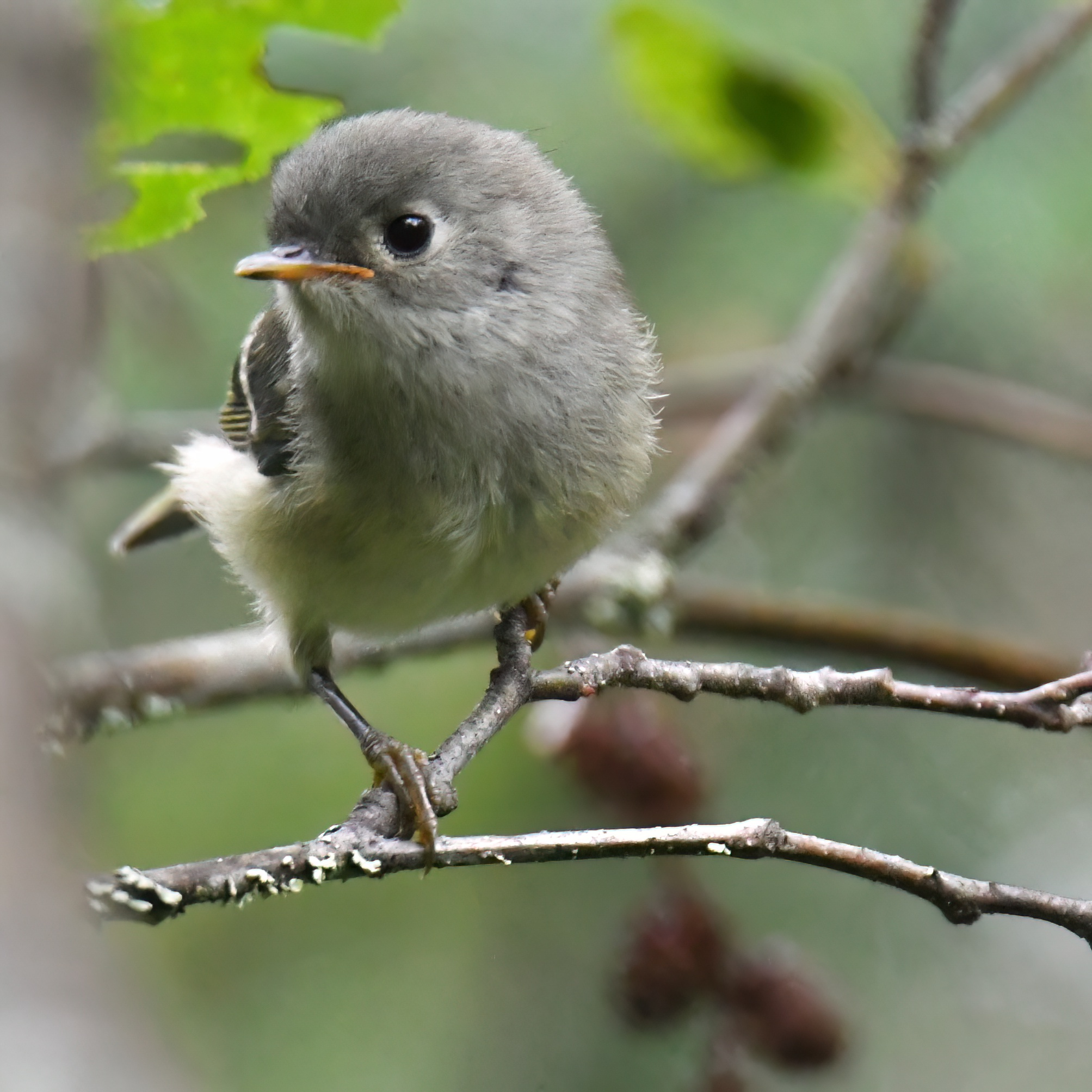
Corthylio calendula

Regulidele sunt un mic grup de păsări incluse uneori în familia Sylviidae, dar cărora li se acordă frecvent statutul de familie, mai ales că cercetările recente arată că, în ciuda asemănărilor superficiale, ele sunt îndepărtate filogenetic de silvide. Aușelul cu creștet roșu a fost plasat anterior în genul Regulus. Ca urmare a dimensiunii sale mai mari, a crestei puternic roșii (mai degrabă decât portocalie sau galbenă) și a lipsei dungilor negre la creștet, precum și a strigătelor sale distinctive, aușelul cu creștet roșu este considerat suficient de diferit pentru a fi atribuit unui gen separat, Corthylio, care a fost introdus în 1853 de ornitologul german Jean Cabanis. Denumirea genului provine din greaca veche korthúlos, o pasăre mică menționată de lexicograful grec Hesychius din Alexandria. Dovezile filogenetice indică faptul că descendența aușelului cu creștet roșu s-a separat de restul speciei Regulus în timpul Miocenului mijlociu și târziu, cu aproximativ 10-15 milioane de ani în urmă.
Subspeciile sale sunt:
- C. c. grinnellii (Palmer, 1897) – se reproduce în sud-estul Alaskăi, sud-vestul Canadei și nord-vestul SUA, în pădurile tropicale temperate de coastă. Rezident sau doar un migrator pe distanțe scurte care iernează în vestul SUA. Mai închis la culoare și cu aripi mai scurte decât C. c. calendula.[16]
- C. c. calendula (Linnaeus, 1766) – se reproduce în centrul și estul Canadei și în sud-vestul, centrul-vestul și estul SUA. Iernează în nordul Americii Centrale.
- C. c. obscurus (Ridgway, 1876) – endemică pe insula Guadalupe, în largul coastei de nord-vest a Mexicului. Mai închis la culoare, cu un cioc mai mare și aripi și coadă mai scurte decât C. c. calendula. Rezident.[17]

## Descriere
Aușelul cu creștet roșu este o pasăre foarte mică, având o lungime de 9-11 cm, o anvergură a aripilor de 16-18 cm și o greutate de 5-10 grame. Are părțile superioare gri-verzui și părțile inferioare măsliniu-bubalin. Are două aripi albe și un inel ocular alb. Bara aripii de pe acoperirile secundare mari (mai aproape de vârful aripii) este mai largă și se află lângă o bandă închisă la culoare. Aușelul are fața și capul relativ simple, deși masculul are o pată roșu-stacojiu pe creștet, care este de obicei ascunsă de penele din jur. Pata de pe creștet este rareori portocalie, galbenă sau nu este prezentă.

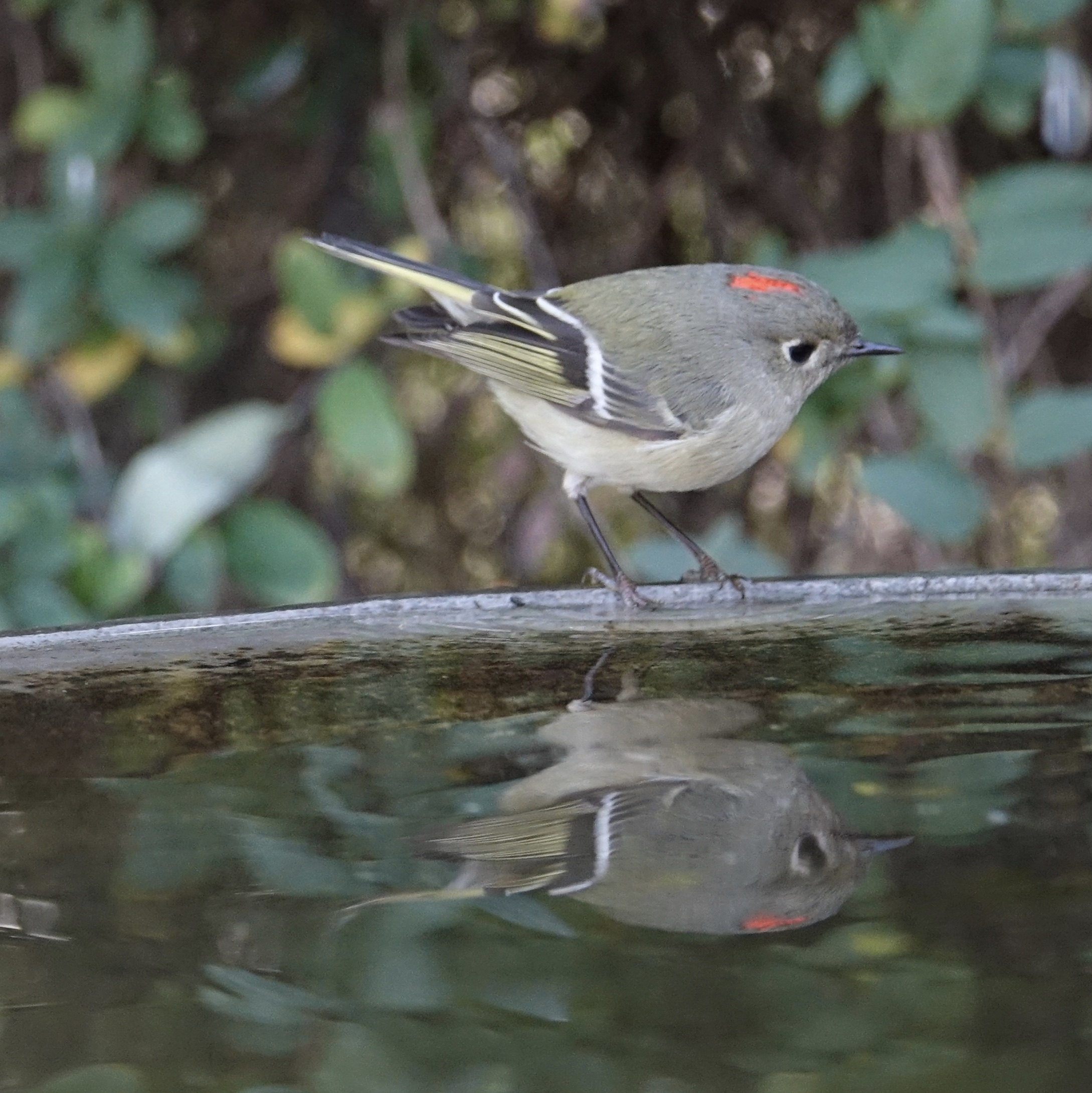
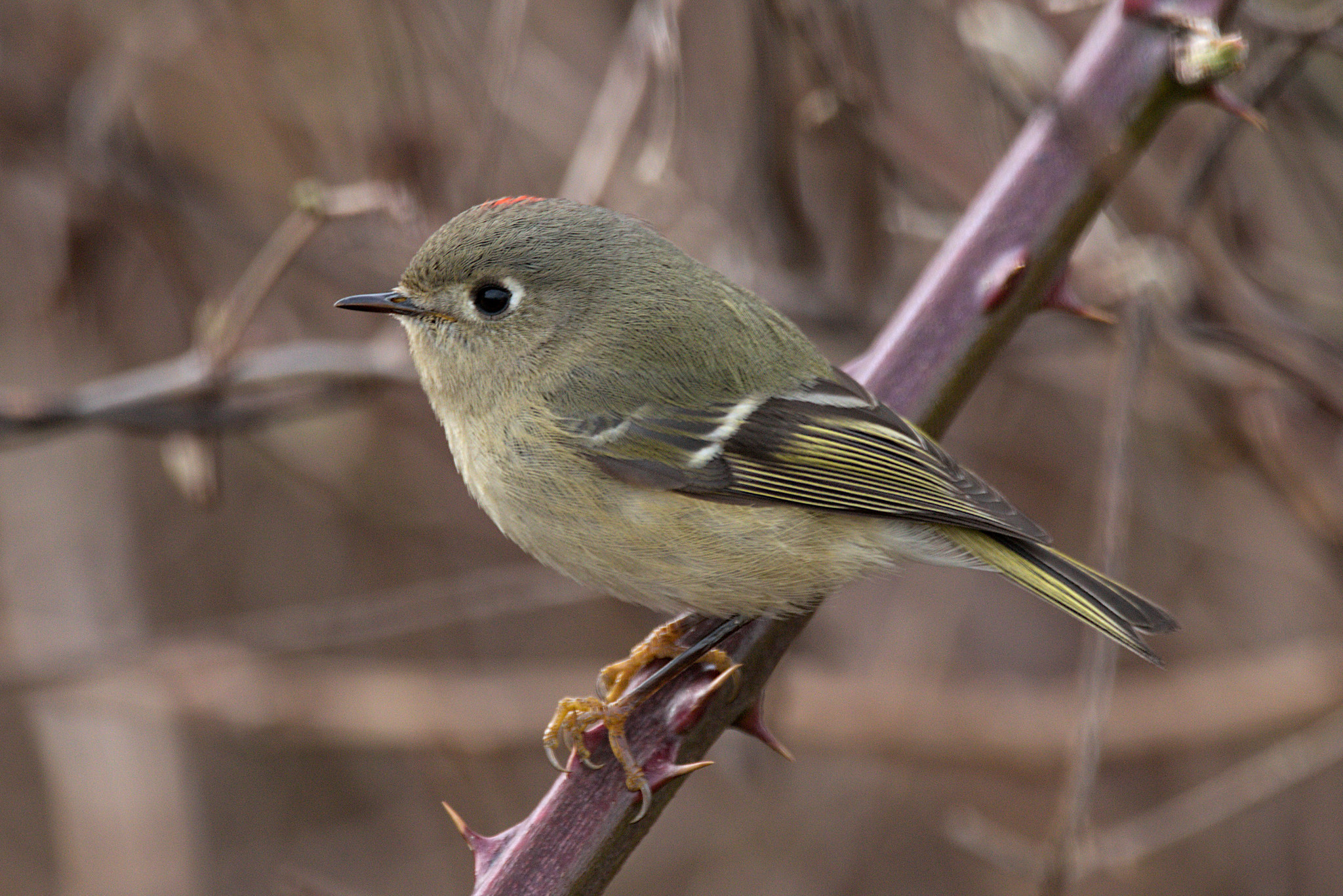
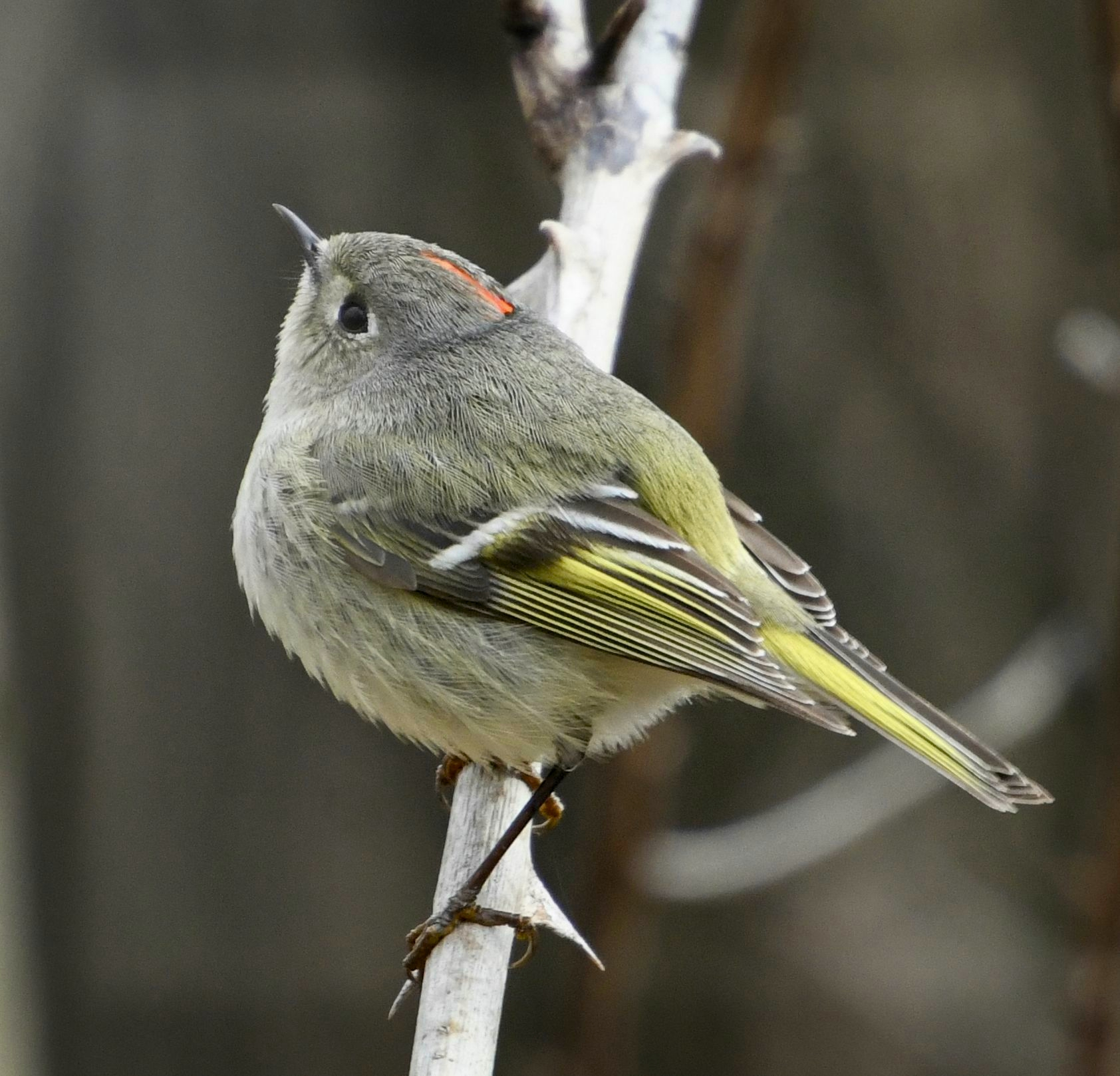
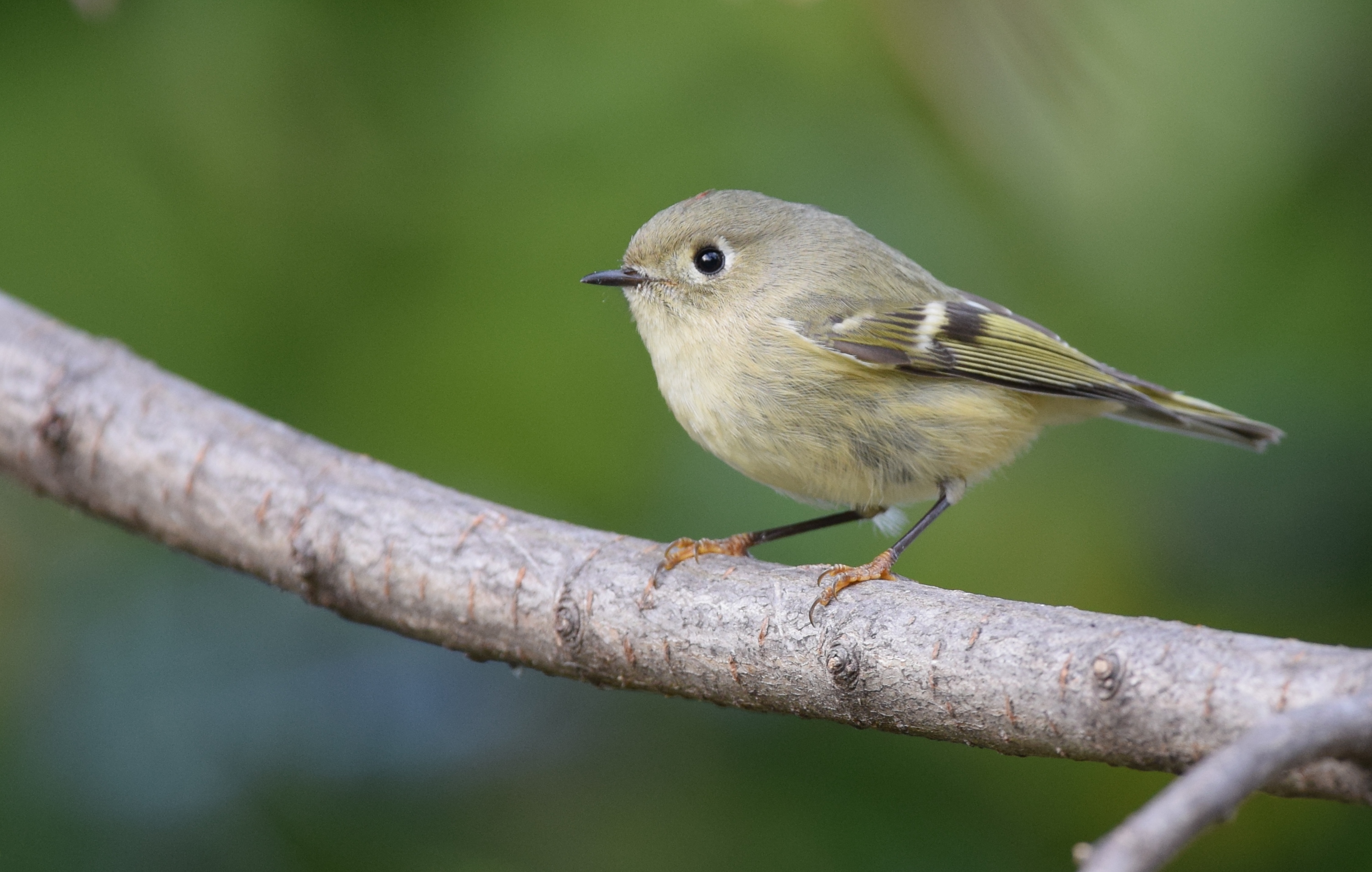

Femelele sunt identice cu masculii (cu excepția creștetului). Păsările imature sunt similare cu femelele adulte, deoarece masculii tineri nu au o pată pe creștet. Aușelul se deplasează de obicei de-a lungul ramurilor sau prin frunziș cu salturi scurte și zboară cu bătăi rapide ale aripilor. Este activ în permanență și este ușor de recunoscut după bătăile de aripi caracteristice. Zborul său a fost descris ca fiind „rapid, sacadat și neregulat”.
În comparație cu aușelul cu cap galben, aușelul cu creștet roșu este puțin mai mare, mai alungit și are un penaj mai verde. Pasărea poate fi confundată cu Vireo huttoni care, de asemenea, dă din aripi, deși mai rar decât aușelul. De asemenea, poate fi confundată cu Vireo nelsoni din Mexic. Cu toate acestea, ambele sunt mai mari, au ciocul și picioarele mai robuste și nu au bara neagră de pe aripi a aușelului.
Aușelul cu creștet roșu este apreciat ca fiind unul dintre cei mai străluciți cântăreți dintre păsările paseriforme din America de Nord datorită cântecului său vioi.

## Distribuție și habitat
Habitatul lor de reproducere este reprezentat de pădurile de conifere din Canada, Alaska, nordul New England și vestul Statelor Unite. Habitatul preferat al aușelului cu creștet roșu include molidul negru în părțile estice ale arealului de reproducere și pădurile de molid-brad, pinul cu ace răsucite (Pinus contorta) și duglasul verde (Pseudotsuga menziesii) în Alaska și vestul Canadei. În afara sezonului de cuibărit, aușelul cu creștet roșu este destul de comun și în pădurile secundare (regenerate natural după incendii), în regiunile arbustive și în așezările umane, cum ar fi fermele și grădinile.

## Comportament

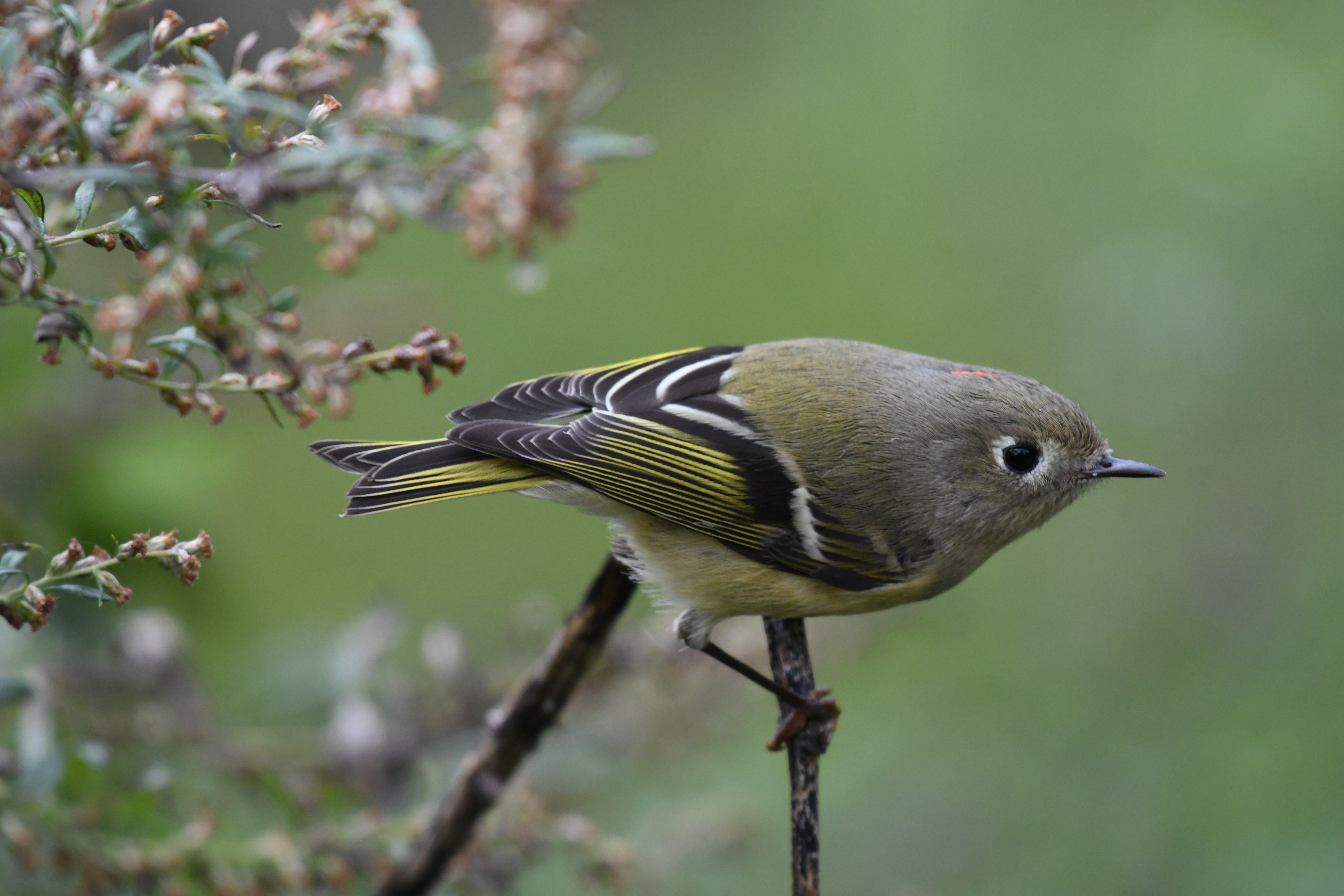

Toți aușeii fâlfâie din aripi rapid și continuu în timp ce se hrănesc. Aușeii cu creștet roșu în general bat din aripi asincron. Aceste bătăi ale aripilor devin mai vizibile și mai sincrone, când pasărea este mai agresivă. În postura amenințătoare, aceasta își expune partea inferioară mai palidă a aripilor. Aușeii cu creștet roșu și aușeii sprâncenați (Regulus ignicapilla) în afara sezonului de cuibărit se alătură uneori cârdurilor mixte formate de alte specii, dar de obicei în număr mic. Corespunzător, subcântecul fiecăruia dintre acești doi aușei este invariabil, fără imitații vocale ale altor specii. În perioada de curtare, în confruntările antagonistice între masculii aușelului cu creștet roșu, fiecare individ își expune moțul roșu complet ridicat, adoptând o poziție verticală, cu gâtul întins și penele cozii răsfirate.
Își fac cuibul într-o cupă bine ascunsă, suspendată de o ramură de conifere, și pot depune până la 12 ouă într-un cuib.
Numărătoarea recentă indică faptul că populația de aușel cu creștet roșu este în creștere. Acest lucru se datorează în principal descoperirii unui teritoriu mai puțin perturbat mai la nord. Acest lucru permite o reproducere mai reușită. Păsările migrează spre sudul Statelor Unite și Mexic. Unele păsări sunt rezidente permanente în vest.

### Hrana

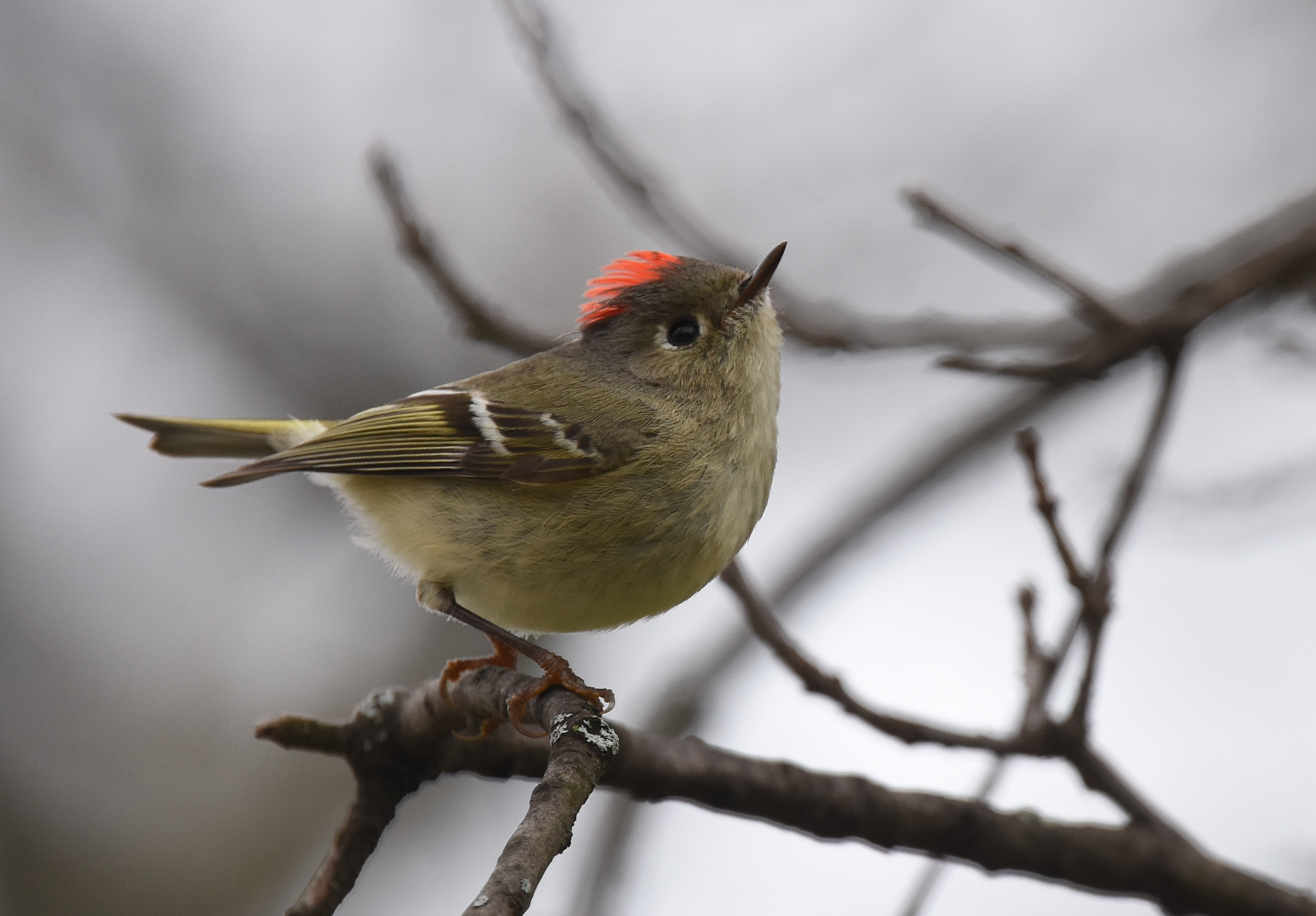
Masculul aușel cu creștet roșu

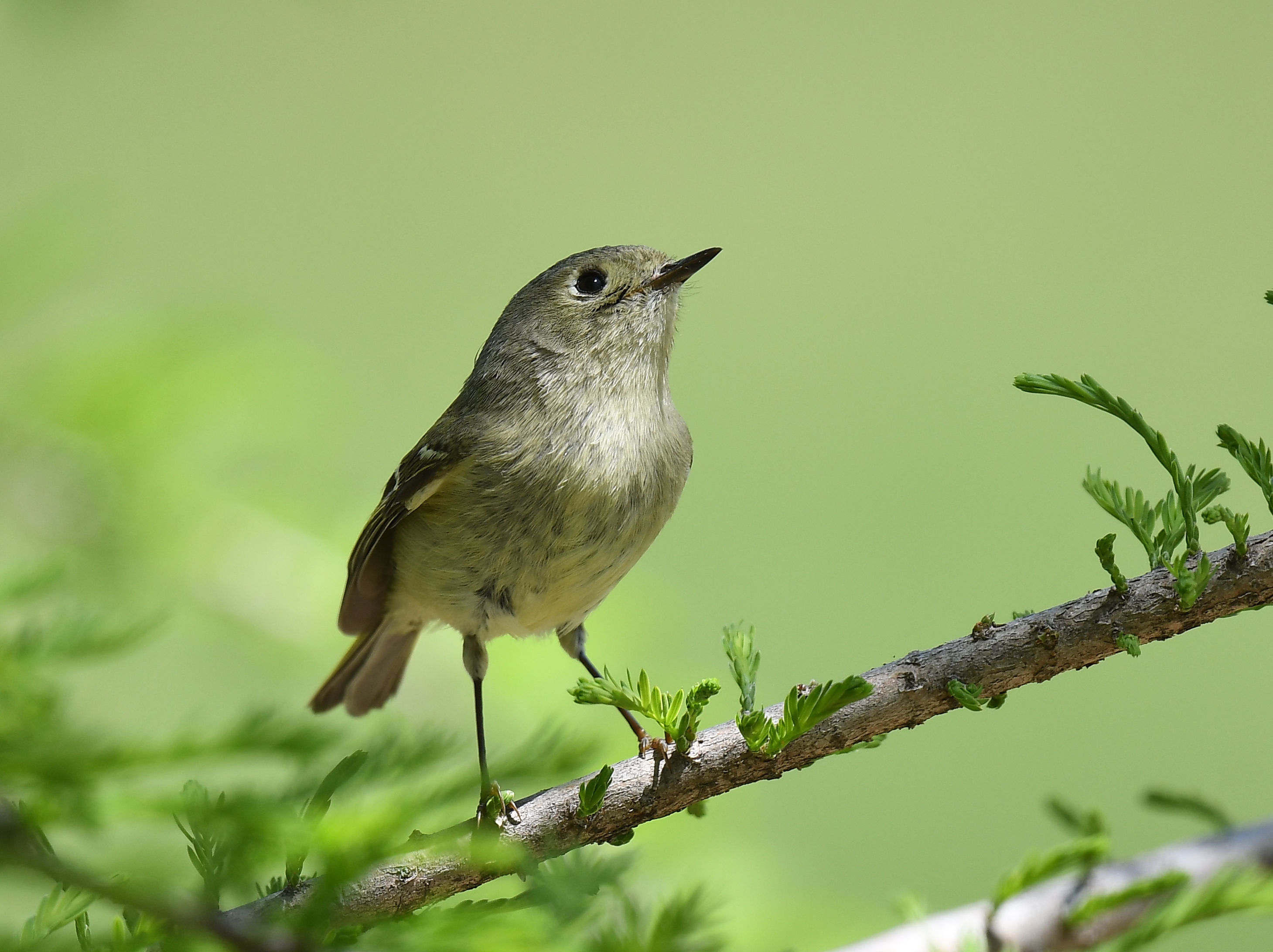

Toate speciile de aușei prind insecte zburătoare planând în fața ramurilor externe ale molizilor și brazilor și a ericii arborescente (Erica arborea). Însă aușeii sprâncenați (Regulus ignicapilla) și aușeii cu creștet roșu planează mai des și pe perioade mai lungi de timp comparativ cu restul aușeilor. Strategiile de hrănire și de căutare ale aușeilor din America de Nord (Regulus calendula și Regulus satrapa) sunt comparabile cu cele ale omologilor lor europeni. Ambele specii nearctice sunt în principal insectivore; spectrul lor alimentar cuprinde diverse insecte, inclusiv insecte adulte și larvele și ouăle lor, precum și păianjeni și acarieni (Acarina). Aușeii cu creștet roșu pot petrece aproximativ jumătate din timpul lor de hrănire în copacii de foioase și sunt foarte specializați în capturarea insectelor aeriene.
În experimentele din colivii efectuate de către Thaler, aceștia au manifestat un interes deosebit pentru insectele înaripate, mai ales pentru fluturi, și i-au preferat altor resurse alimentare, cum ar fi omizile sau păianjenii. Acești aușei consumă și furnici (din genul Lasius), preferând indivizii înaripați, acest fel de hrană fiind o adaptare specială de alimentație, prin care aușeii cu creștet roșu se evidențiază printre congeneri. Totuși, când păsările captive pot alege, ele preferă afidele și nu furnicile. Această specie din America de Nord este probabil cea mai universală pasăre a genului în ceea ce privește alegerea habitatului și selectarea hranei. 
Hrana aușeilor în afara sezonului de cuibărit este mai puțin specializată, cuprinzând o gamă mai mare de alimente, care include produse vegetale, precum și artropode. De exemplu, aușelul cu creștet roșu se hrănește uneori cu cantități mici de semințe de buruieni, cu bobițe de mirt de ceară (Myrica cerifera), de toxicodendron (Rhus toxicodendron) și de tuie gigantică (Thuja plicata) în lunile de toamnă și de iarnă.